# Azzo da Castello
Azzo da Castello est un condottiere italien de 1370 à1395, qui fut seigneur des fiefs de Spezzano de Fiorano Modenese, Formigine et Nocera Umbra.

## Biographie
- En 1384, à Naples, Azzo da Castello combat aux côtés d’Alberico da Barbiano contre les troupes de Louis d’Anjou.
- En mai 1385, avec Ceccolo Broglia, Brandolino Brandolini, Giovanni da Barbiano, le comte de Carrare et Boldrino da Panicale, il  dévaste les Marches, capturant hommes, bétail et en occupant des terres de l’état pontifical.
- En novembre 1389, à la venue du pape Boniface IX qui succède à Urbain VI, il est licencié pour manquement à son devoir.
- Août 1393, il prend possession de Nocera Umbra.
- Janvier 1394, il affronte les troupes d’Azzo IX d'Este en province de Ferrare et met à sac les communes qui ne paient pas l’impôt.
- En février 1395, au cours d’une joute organisée par Nicolas III d'Este à Ferrare, il est heurté par un cheval et meurt des suites de ses blessures.